# Tōrō nagashi

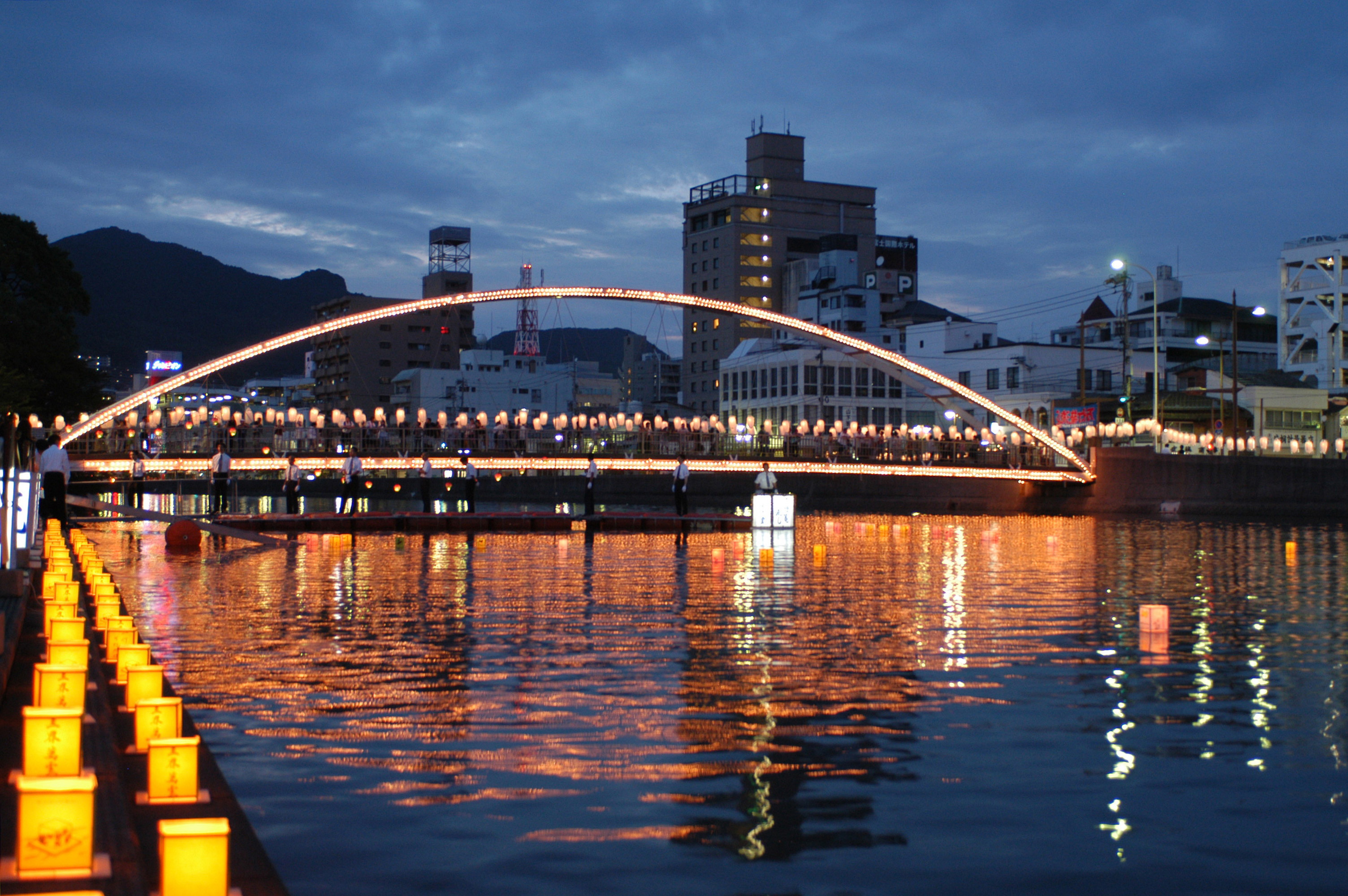
Tōrō nagashi in Sasebo

Tōrō nagashi (japanisch 灯籠流し, auch 灯篭流し) ist eine japanische Zeremonie, bei der die Teilnehmer Lampions mit und ohne Opfergaben auf einen Fluss oder das Meer setzen, um am letzten Abend des O-bon-Festes der Toten und ihrer Seelen zu gedenken. Tōrō steht im japanischen für Steinlaterne, und nagashi heißt ‚Treibenlassen‘. Es wird geglaubt, dass es den reisenden Preta (Hungergeistern) hilft, ihren Weg zu finden.
Des Weiteren findet die Zeremonie auch an den Gedenktagen für die Opfer von Hiroshima und Nagasaki statt und zum Gedenken an die Opfer des Japan-Air-Lines-Fluges 123. Auch in anderen Teilen der Welt, wie in Hawaii, findet sie zur Erinnerung an das Ende des Zweiten Weltkrieges statt. In traditionellen japanischen Verständnis kommen die Menschen aus dem Wasser, so dass die Laternen den Weg dorthin zurück repräsentieren.

## Wichtige Tōrō nagashi

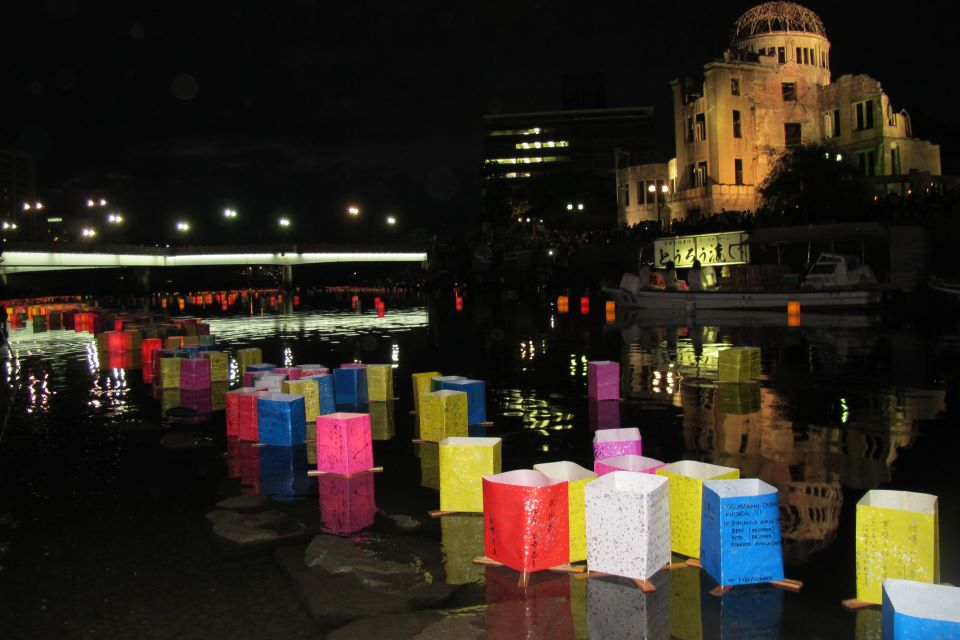
Tōrō nagashi in Hiroshima

- Fukushima Tōrō nagashi und Großfeuerwerk (Präfektur Fukushima) an beiden Seiten des Abukama-Flusses
- Yokohama Tōrō nagashi am Ōoka-Fluss (Präfektur Kanagawa)
- Kaki-Fluss Tōrō nagashi in Nagaoka (Präfektur Niigata) am 1. August für die Bombenopfer des Krieges
- Eihei-ji Tōrō nagashi und Feuerwerk am Kuzuryū Fluss (Präfektur Fukui)
- Kyōto Arashiyama Tōrō nagashi am 16. August an der Togetsu-Brücke über den Katsura-Fluss (Präfektur Kyōto)
- Tōrō nagashi und Feuerwerk in der Miyazu-Bucht (Präfektur Kyōto)
- Kawasuso-matsuri in der Präfektur Fukui und dem nördlichen Teil der Präfektur Hyōgo

außerhalb Japans

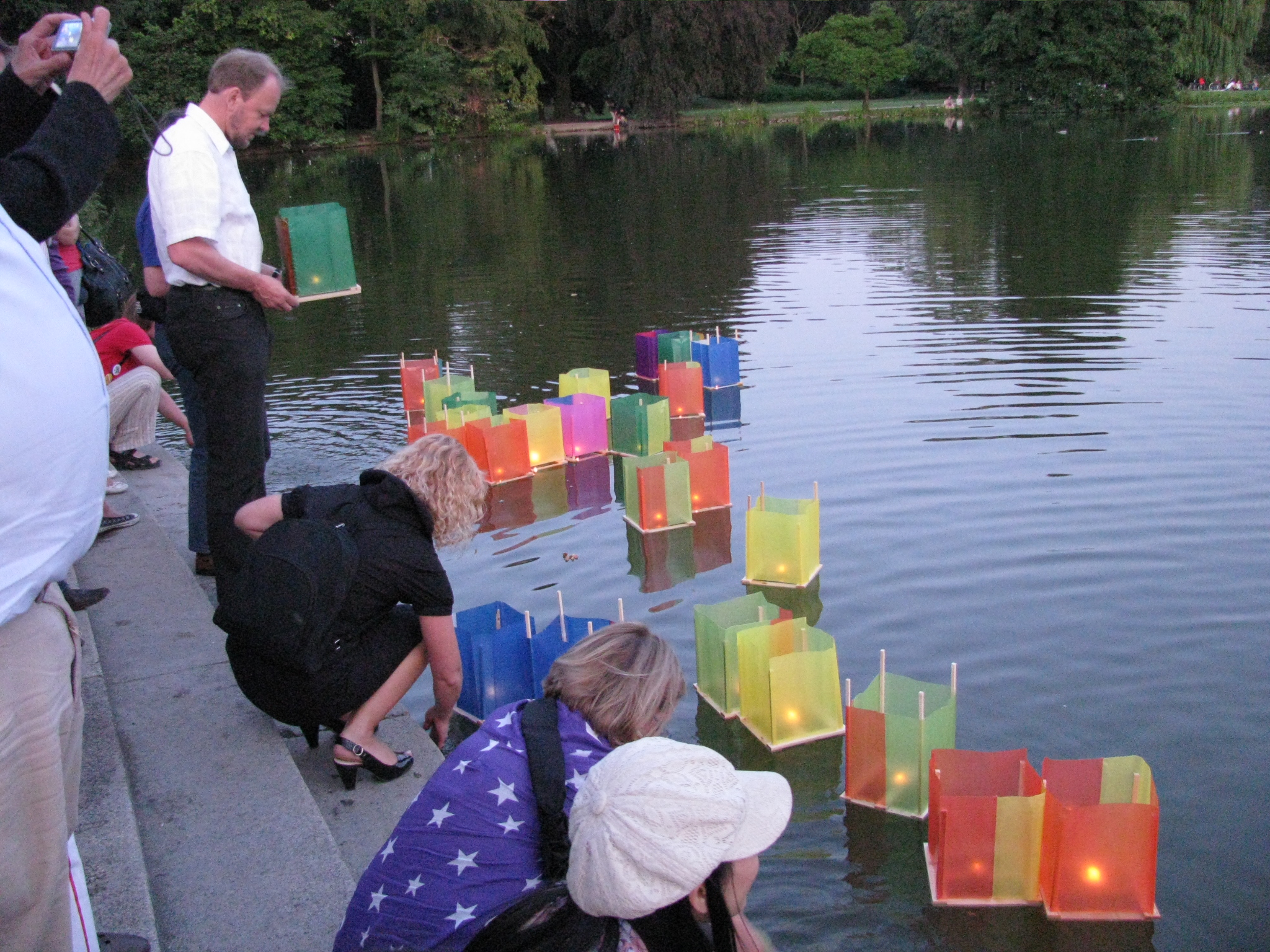
Tōrō nagashi am Maschteich in Hannover

- Tōrō nagashi am Maschteich in Hannoverala moana Tōrō nagashi (Hawaii), alljährlich am Memorial Day, veranstaltet von der Shinnyo-En
- Loi Krathong in Thailand bei Vollmond im 12. Monat des Mondkalenders (d. i. im November)
- Registro, Brasilien am 2. November, an Allerseelen, für die Seelen bei einer Überschwemmung verstorbener Japaner (siehe auch: Meiji Mura#Haus japanischer Migranten in Registro, Brasilien (ブラジル移民住宅))
- Maschteich in Hannover am Hiroshima-Tag, jährlich am 6. August.[1]